# Белорусская литература первой половины XX века
Белорусская литература XX века активно осваивала прогрессивные традиции славянской и мировой литературы, и вместе с тем приобретала возрожденческо-патриотический пафос. В своем творчестве белорусские писатели употребляли описательность, бытовизм, приземленность. Все большее место в произведениях занимали индивидуально-философские начала, возвышение личности, свое развитие получали идеи гуманизма, общечеловеческих ценностей.
В годы первой мировой войны вышли в свет произведения, которые позже стали классическими. Это первый вариант поэмы «Сымон-музыка», «Сказки жизни» и стихи Я. Коласа, рассказы и повести М. Горецкого, многие стихи Я. Купалы. Впервые была опубликована комедия В. Дунина-Марцинкевича «Пинская шляхта».
Из всех литературных жанров наиболее богатые традиции имела белорусская поэзия. М. Богданович, З. Бядуля, Я. Колас, Я. Купала, Тетка в начале XX века создавали стихи, песни, поэмы, которые впервые в истории белорусской литературы достигли мирового художественного уровня.
В начале прошлого века главным литературным направлением был реализм. Однако иногда не сдавал свои позиции и романтизм, которым были проникнуты произведения Тетки периода революции 1905 года, поэмы «Сымон-музыка» Я. Коласа, «Курган», «Бондаровна», «Могила льва», «Она и я» Я. Купалы. В творчестве некоторых поэтов реалистичные и романтические тенденции органично соединялись с мечтой о лучшем будущем.
Новыми темами, образами, формами обогатил белорусскую лирику М. Богданович. В числе основных заслуг поэта как создателя белорусской литературы и белорусского языка нового времени — обогащение, наполнение национального искусства лучшими образцами мировой культуры, возрождение, воспроизведение на национальном языке произведений античных, русских и западноевропейских авторов, разработка новых для белорусской литературы стихотворных форм: сонета, рондо, октавы и других.
В начале XX века прозаические жанры приобрели более широкое звучание, чем в XIX веке, когда эпос подавался в стихотворной форме. Преобладала малая проза, которая в силу жанровой специфики могла быстрее реагировать на проблемы современной жизни. Большая роль в распространении белорусского прозы среди широких читательских масс принадлежит белорусским газетам «Наша доля» и «Наша нива», в которых публиковались произведения В. Голубка, Т. Гартного, М. Горецкого, Я. Коласа.
1930-е годы в истории белорусской литературы — период сложный и трагический, как и в общественной жизни белорусского народа. Многие писатели были репрессированы и расстреляны. Погибли С. Астрейко, П. Головач, М. Зарецкий, Я. Неманский, М. Чарот. Репрессированы, но выжили С. Гроховский, В. Дубовка, П. Прудников, Я. Пуща.
После Рижского мирного договора 1921 года Западная Беларусь отошла под юрисдикцию Польского государства. В условиях колонизации местного населения, которую проводили польские власти в отношении белорусского этноса, литература Западной Беларуси превратилась в самостоятельное явление культуры. В идейном и эстетическом планах она составляет специальный раздел белорусской литературы I-й половины XX века.
В годы Великой Отечественной войны белорусские литераторы оказались в исключительно драматических обстоятельствах: родная земля была полностью оккупирована врагом. Местный читатель был на фронте, ушёл в партизаны, в подполье или просто жил на оккупированной территории. Многие писатели также были на фронте или в партизанских отрядах. В Красной Армии находились П. Бровка, А. Велюгин, П. Глебка, К. Киреенко, К. Крапива, А. Кулешов, М. Лыньков, П. Панченко, М. Танк. В партизанской борьбе и выпуске подпольной печати участвовали Я. Брыль, Ф. Пестрак, В. Тавлай. 26 прозаиков и поэтов погибли в борьбе с немецко-фашистскими захватчиками.
Заметное место в литературе военного положения занимают стихи и поэмы, в которых органично сочетались эпос, лирика и драма. Высшим достижением этого жанра, отмеченном в 1946 году Государственной премией СССР, была лирико-эпическая поэма А. Кулешова «Знамя бригады». В произведении показана вся глубина народной драмы, патриотизм и преданность воинов.
Белорусская литература военного времени была одним из важных составляющих антифашистской борьбы, показала героизм и несгибаемый дух белорусского народа, открыло новые черты национального характера. События недавней Великой Отечественной войны нашли воплощение в эпических произведениях белорусских литераторов: «Незабываемые дни» М. Лынькова (1948-1958), «Минское направление» И. Мележа (1950-1952), «Расстаемся ненадолго» А. Кулаковского (1953-1954).
Изменения, которые происходили в обществе с середины 1980-х годов, в значительной степени затронули духовную сферу жизни. Период перестройки и начало нового этапа возрождения дали белорусским литератором богатую, разнообразную основу. В это время чаще стали появляться и переводы мировой классики на белорусский язык, что способствовало приобщению национальной литературы к мировому литературному процессу.
С конца 1960-х годов в белорусской драматургии начался новый период творческих поисков. Трагикомедии «Затюканный апостол» (1969) и «Трибунал» (1970) А. Макаенка открыли новые горизонты художественной выразительности, способствовали осмыслению в обществе серьёзных проблем. Значимые социальные вопросы поднимали в своих произведениях драматурги К. Крапива, Н. Матуковский, И. Шамякин.